# Koszta József
Koszta József (Brassó, 1861. március 27. – Budapest, 1949. július 29.) Kossuth-díjas magyar festő, az ún. alföldi iskola egyik kiemelkedő képviselője. Munkácsy Mihály „mágikus” realizmusának követője a maga sajátos posztimpresszionista és expresszionista stílusában.

## Élete
Festészeti tanulmányait 1885–1888 közt a Mintarajziskolában kezdte, majd a Müncheni Képzőművészeti Akadémia hallgatója lett. Hazatérte után a Benczúr Gyula Mesteriskolája növendéke volt. Neves festők irányítása alatt képezte magát, Lotz Károly és Székely Bertalan voltak a tanárai. Több díj és kiállítás után 1902–1903-ban Nagybányán alkotott. Szorosan nem tartozott a nagybányai iskola tagjai közé.
Tanulmányutakat tett Párizsban, Rómában, Hollandiában. Miután visszatért, a szolnoki művésztelep tagja lett. Visszahúzódó természetének legjobban a tanyasi élet magánya felelt meg. Közel 30 évig egy Szentes melletti tanyán élt és dolgozott. Az 1920-as évek elején tanyáját megosztotta Nagy Istvánnal, aki ebben az időben éppen a szentesi tájat festette. 1937-ben a Szinyei Merse Pál Társaság tiszteletbeli tagjává választotta.
Festményeinek jelentős részét a Magyar Nemzeti Galéria, a szentesi Koszta József Múzeum (33 db) és más vidéki múzeumok őrzik, számos alkotása magántulajdonban található.

## Stílusa
Koszta József a Munkácsy-tradíciókat folytató alföldi festők egyik legjelentősebb képviselője a hódmezővásárhelyi születésű Tornyai Jánossal és az erdélyi származású, majd Baján letelepedő Nagy Istvánnal. Sajátságos, rá jellemző látásmódja az 1920-as években kezdett kialakulni. Főleg a paraszti életet, témákat, az alföldi tájakat dolgozta fel műveiben. Erőteljesen használta a fény-árnyék adta lehetőségeket, erős tónusos színeket alkalmazott. Ábrázolás módjára leginkább a drámai, expresszív realista formázás jellemző, ezért is van az ő művészetének egy néprajzi olvasata is, alkotásai lenyomatai a századelő és a két világháború közti paraszti életformának.
A tanyán töltött évek alatt új elemeket is vitt művészetébe, erőteljesen alkalmazta a sötét háttérből előugró világosabb színeket, így különleges hatást keltő tájképek születtek. Témái, alkalmazott motívumai állandósultak, portrék, életképek, csendéletek, tájképek alkották munkássága gerincét, a historizáló képalkotást elvetette (a bibliai jelenetek ábrázolását azonban nem).
A posztimpresszionizmusnál határozottabb, az expresszionizmushoz képest visszafogottabb stílusban festett, ez volt az ő sajátos stílusa. S ami nagyon fontos tény, a 20. században egész Európában, s Magyarországon is minden időkben értették és értékelték az ő festészeti munkásságát. Igen termékeny alkotó volt, számos műve került magángyűjteményekbe itthon és külföldön.

## Ismertebb képeiből
- Domboldalon (Zöldben) (1902, olaj, vászon; olaj, vászon, 120 x 149 cm; Magyar Nemzeti Galéria, Budapest)
- Női akt (c. 1905; olaj, vászon, 64 x 50 cm; magántulajdonban)
- Három királyok (1906-07; olaj, vászon, 116 x 127 cm; MNG)
- Muskátlis kislány (c. 1917; olaj, vászon, 92,5 x 66 cm; MNG)
- Kukoricatörők (c. 1917; olaj, vászon, 83,5 x 93,5 cm; MNG´)
- Tányértörölgető nő (c. 1919; olaj, vászon, 80 x 70 cm; MNG)
- Tanya (c. 1920; olaj, vászon, 54 x 65 cm; MNG, Budapest)
- Ruhaszárítás (1920-as évek, olaj, vászon, 50 x 60 cm; MNG)
- Tanya borjakkal (1930-as évek; olaj, vászon; 52 x 72 cm; Koszta József Múzeum, Szentes)
- Tanya boglyákkal, rózsaszín kötényes nővel (1930-as évek; olaj, vászon, 50,5 x 65 cm; Koszta József Múzeum, Szentes)
- Putrik piros fejkendős nővel (1940-es évek; olaj, vászon, 50,5 x 65 cm; Koszta József Múzeum, Szentes)

## Muskátlis kislány(elemzés)
„»Parasztinfánsnőnek« is nevezhetnők a komoly tekintetű, merev tartással, rebbenés nélkül ülő leányka portréját kezében a falusi tornácok virágával. Különös varázst ad a képnek a kifejezés egyszerűsége, őszintesége. Régi magyar cserepek tüze él színvilágában.” A kép 1938-ban került a Szépművészeti Múzeum birtokába, jelenleg a Magyar Nemzeti Galéria tulajdona.

## Kiállítások (válogatás)[3]
- 1897 • Téli Tárlat, Műcsarnok, Budapest
- 1900 • Párizs
- 1905 1907 • Téli Tárlat Műcsarnok, Budapest
- 1907 1910, 1915 • Tavaszi Tárlat, Műcsarnok, Budapest
- 1917 • Ernst Múzeum
- 1920 • Ernst Múzeum
- 1922 • Ernst Múzeum
- 1925 • Magyar egyházművészeti kiállítás, Róma
- 1929 • Stockholm
- 1934 • Tamás Galéria, Budapest (gyűjteményes.)
- 1935 • Nemzeti Kiállítás, Műcsarnok, Budapest
- 1937 • Ernst Múzeum
- 1939 • Nemzeti Kiállítás, Kassa
- 1940 • Velence, Milánó
- 1942 1948 • Szinyei Társaság, Nemzeti Szalon, Budapest
- 1944 • Mai magyar művészet, Bern, Genf, Locarno, Neuchâtel
- 1945 • Magyar Tájak, Ernst Múzeum, Budapest
- 1948 • Nemzeti Szalon Gyűjteményes[4]
- 1950 • Emlékkiállítás, Szentes
- 2010 • Karakterek találkozása egy magángyűjteményben (Válogatás Szabó Antal magángyűjteményéből, Aba-Novák Vilmos, Koszta József, Márffy Ödön), Kecskeméti Képtár, Cifra Palota
- 2011 • „Kenyni muszáj!” – Koszta József képei magángyűjteményekből, Koszta József Múzeum, Szentes (rendezte Szabó Antal)
- 2013  "A művészet szóljon a lélekhez-kamarakiállítás a kecskeméti Bozsó Galériában (rendezte Szabó Antal)
- 2014 Koszta József gyűjteményes kiállítása, Tornyai János Múzeum
- 2016 Koszta József gyűjteményes kiállítása, Budapest, Ybl Bazár

## Művei közgyűjteményekben
- Déri Múzeum, Debrecen
- Képzőművészeti Múzeum, Marosvásárhely
- Koszta József Múzeum, Szentes (állandó Koszta József-kiállítás)
- Magyar Nemzeti Galéria, Budapest
- Móra Ferenc Múzeum, Szeged
- Tornyai János Múzeum, Hódmezővásárhely

## Társasági tagság

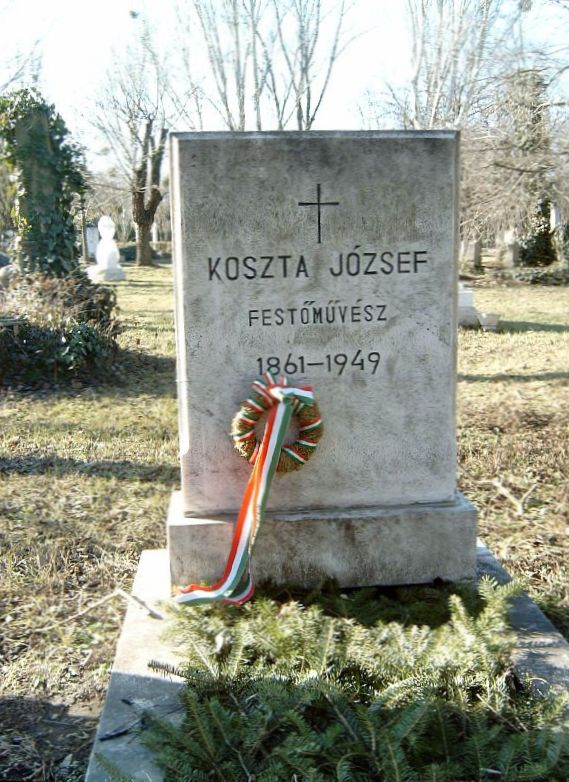
Koszta József sírja Budapesten, Kerepesi temető: 33-1

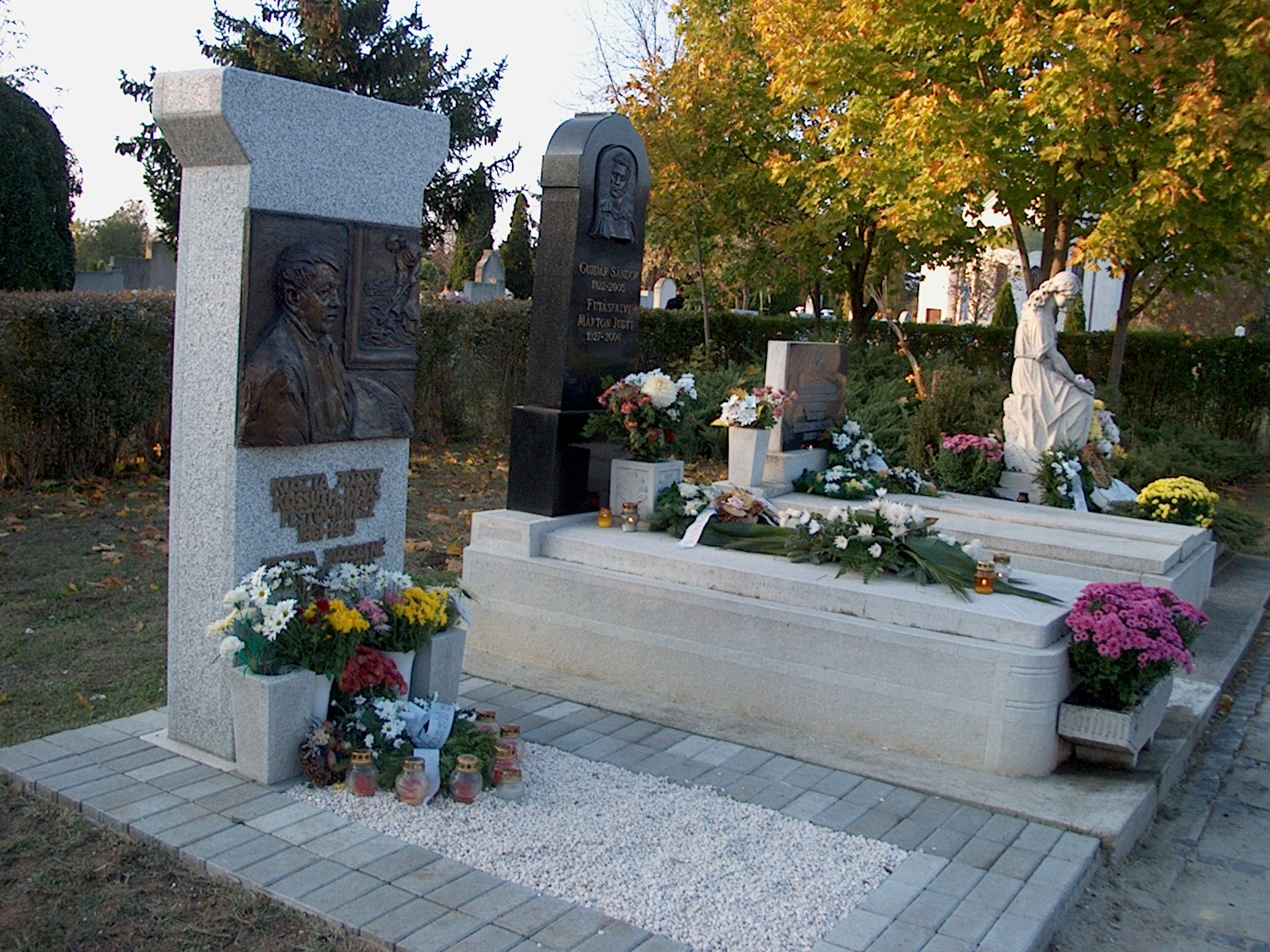
Koszta József dísz-sírhelye a szentesi Kálvária temetőben (Újratemetve: 2008. október 25-én.)

- Szinyei Merse Pál Társaság

## Emlékezete
- 1951-ben a szentesi Csongrádmegyei Múzeum felvette a Koszta József Múzeum nevet,[5] egy utca,[6] egy általános iskola[7] és egy helytörténettel foglalkozó civil szervezet[8] is őrzi emlékét és nevét.
- Tanyájának sajnos már csak a romjai láthatók a város határában.[9]
- 1969-ben, halálának 20. évfordulóján[10] a volt városi lakóháza közelében, a róla elnevezett utca végénél állították fel a sztéléjét.[11] Alkotója Borsos Miklós szobrászművész.
- Ugyancsak 1969-ben emléktáblával jelölték meg a Zrínyi utca 2. szám alatt[12] álló volt városi lakóházát is.
- A Fiumei úti temetőben levő síremlékét[13] Szentes város gondozta – majd miután 2008-ban kiderült, hogy a festő nem itt, hanem egy másik, jelöletlen sírban nyugszik, a hamvakat exhumálták,[14] és a szentesi Kálvária temető díszsírhelyén feleségével, Szeifert Annával együtt ünnepélyesen újratemették.[15]

## Díjak, elismerések
- Műbarátok ösztöndíja (1897)
- Mention honorable, Párizsi Világkiállítás (1900)
- Wolfner-díj (1917)
- Barcelonai Világkiállítás arany- és bronzérem. (1929)
- Állami festészeti kis aranyérem (1935)
- Kossuth-díj (1948)

## Fotógaléria

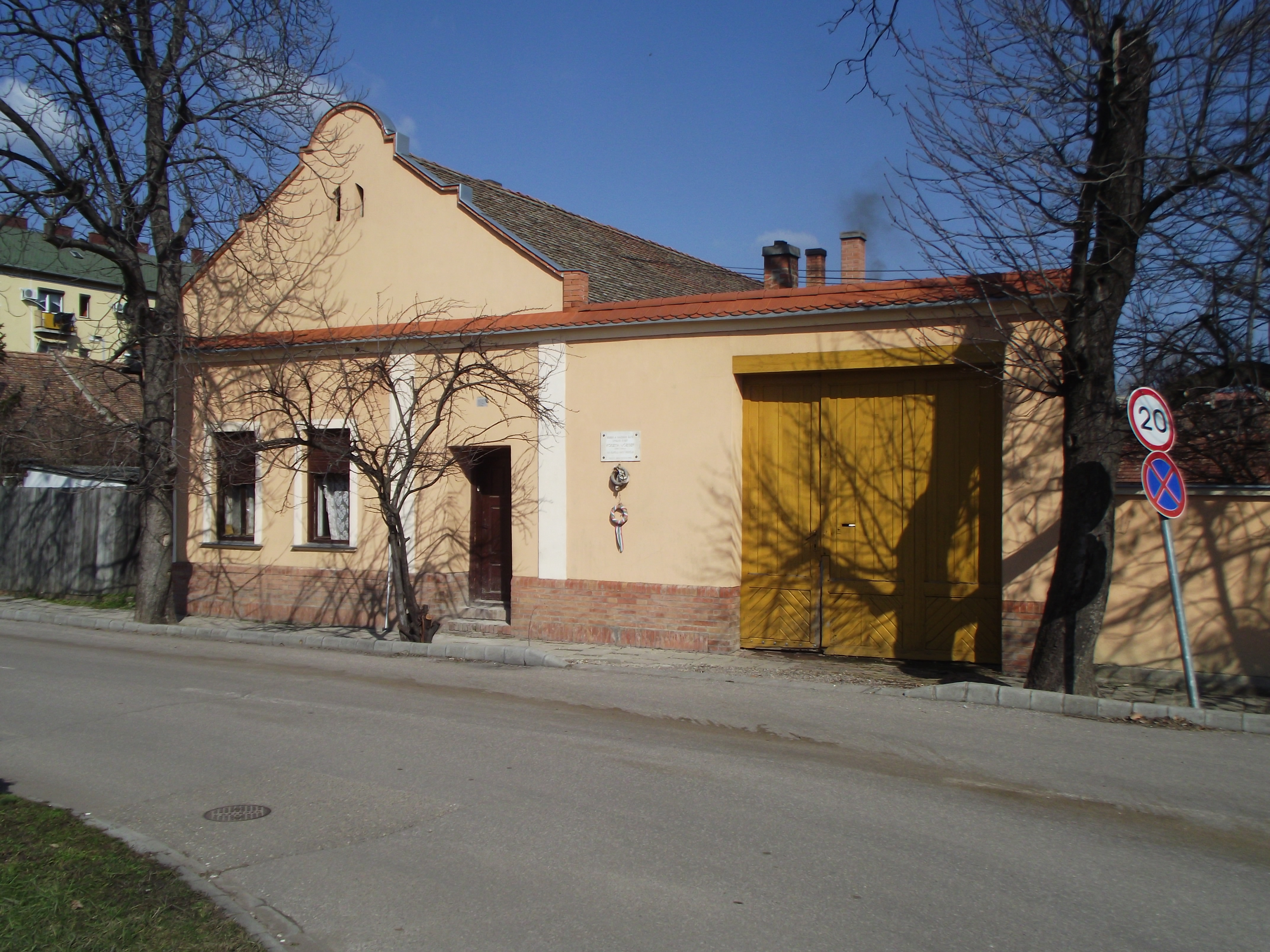
Koszta József lakóháza - Szentes, Zrínyi utca 2.
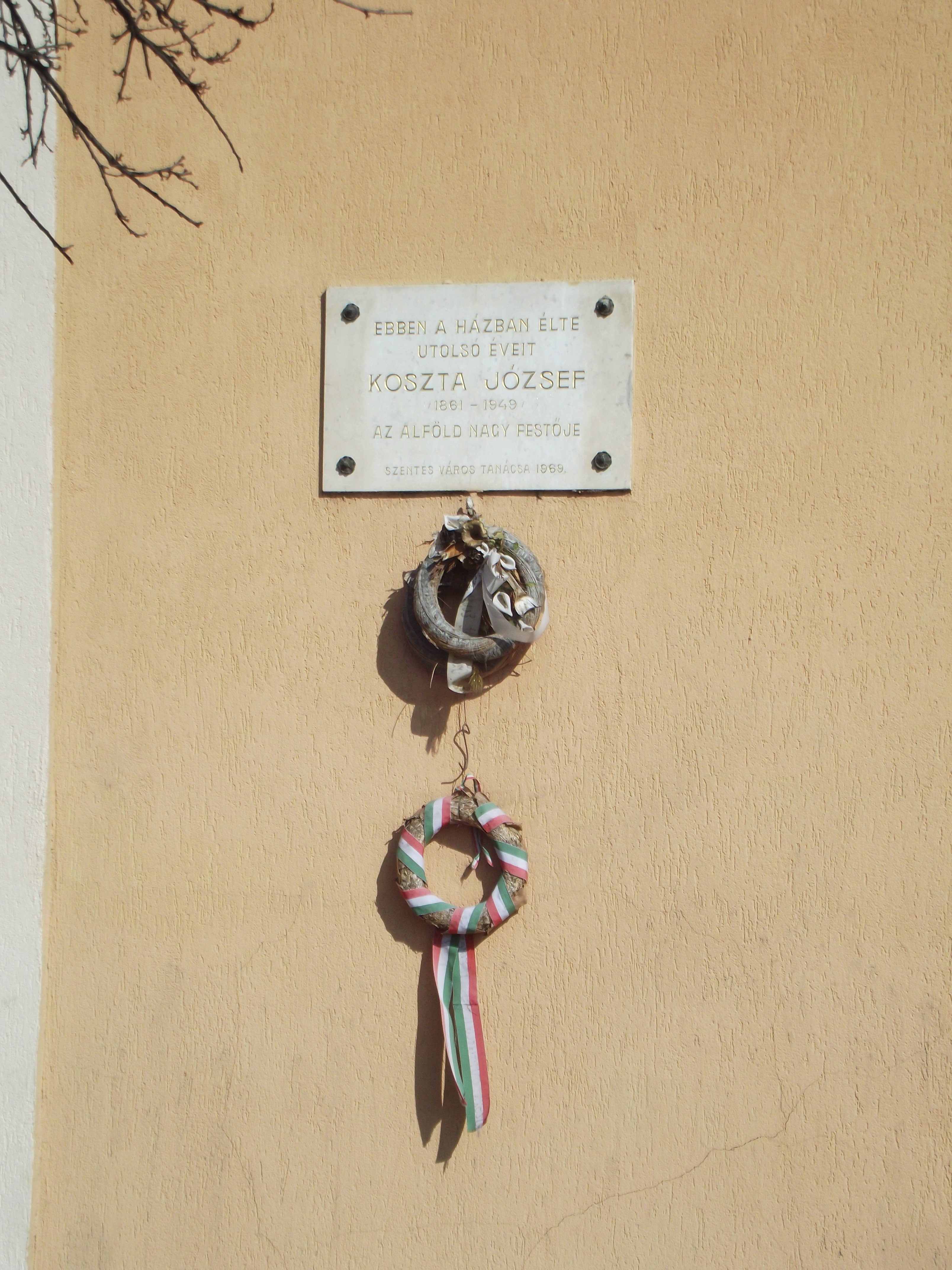
Emléktábla Koszta József szentesi lakóháza falán